# احتباك
الاحتباك هو أن يجتمع في الكلام متقابلان، ويحذف من كل واحد منهما مقابله، لدلالة الآخر عليه، كقوله: علفتها تبنا وماء باردا؛ أي علفتها تبنا، وسقيتها ماء باردا. وسماه الزركشي الحذف المقابلي.